# Спортивная гимнастика на летних Олимпийских играх 1904 — командное многоборье
Соревнования в командном первенстве по спортивной гимнастике среди мужчин на летних Олимпийских играх 1904 прошли 1 и 2 июля. Приняли участие 78 спортсменов (13 команд по 6 человек) из одной страны.

## Призёры
| Золото                                                                                    | Серебро                                                                                       | Бронза                                                                                       |
| США Джон Грайеб · Филипп Кассел · Юлиус Ленхарт · Эрнст Рекевег · Антон Хейда · Макс Хесс | США Эмиль Байер · Джон Биссингер · Макс Вольф · Артур Розенкампфф · Юлиан Шмиц · Отто Штеффен | США Джон Дьюха · Чарльз Краус · Джордж Мейер · Роберт Мейсек · Эдвард Сиглер · Филипп Шустер |

## Соревнование
| Место | Спортсмены                                                                                           | Результат |
| ----- | --- | --------- |
| 1     | США Джон Грайеб, Филипп Кассел, Юлиус Ленхарт, Эрнст Рекевег, Антон Хейда, Макс Хесс                 | 370,13    |
| 2     | США Эмиль Байер, Джон Биссингер, Макс Вольф, Артур Розенкампфф, Юлиан Шмиц, Отто Штеффен             | 356,37    |
| 3     | США Джон Дьюха, Чарльз Краус, Джордж Мейер, Роберт Мейсек, Эдвард Сиглер, Филипп Шустер              | 352,79    |
| 4     | США Эмиль Войт, Джон Деллерт, Х. Мейленд, Уильям Мерц, Джордж Степф, Джордж Эйсер                    | 344,01    |
| 5     | США Чарльз Амбс, Кристиан Дойблер, Джон Лайхингер, Эндрю Ной, Уильям Тричлер, Эдвард Тричлер         | 338,43    |
| 6     | США Регнер Берг, Олаф Ленднес, Бергин Нильсен, Оливер Олсен, Чарльз Сорум, Гарри Хенсен              | 338,00    |
| 7     | США Теодор Гросс, Джеймс Дуайер, Генри Кёдер, Генри Крафт, Джекоб Хиртербан, Рудольф Шрадер          | 329,68    |
| 8     | США Бернард Берг, Рейнхард Вагнер, Линдер Кейм, Отто Нейманд, Филипп Сонтег, Гарри Уорнкен           | 325,52    |
| 9     | США Джордж Ашенбренер, Уолтер Реал, Эмиль Роут, Отто Фейдер, Уильям Хоршк, Фрэнк Шике                | 318,13    |
| 10    | США М. Башер, П. Гуссманн, К. Рёдек, П. Риттер, Г. Хермеррлинг, М. Фишер                             | 301,39    |
| 11    | США Роберт Германн, Август Плек, Луи Ретк, Кристиан Сперл, Дж. Уоссоу, Луи Хангер                    | 286,97    |
| 12    | США Кларенс Киддингтон, Элвин Кричманн, Джон Мессел, Роберт Рейнольдс, Отто Ройсснер, Уильям Фридрих | 273,65    |
| 13    | США Уильям Беривальд, Рудольф Крупицер, Майкл Ленг, Теодор Стадлер, Пол Стьюден, Эдвард Хенниг       | 271,84    |